# Xi Phoenicis
Xi Phoenicis (ξ Phoenicis, förkortat Xi Phe, ξ Phe) som är stjärnans Bayerbeteckning, är en dubbelstjärna belägen i den södra delen av stjärnbilden Fenix. Den har en genomsnittlig skenbar magnitud på 5,70 och är svagt synlig för blotta ögat där ljusföroreningar ej förekommer. Baserat på parallaxmätning inom Hipparcosuppdraget på ca 14,6 mas, beräknas den befinna sig på ett avstånd på ca 223 ljusår (ca 68 parsek) från solen.

## Egenskaper
Primärstjärnan Xi Phoenicis A är en blå till vit stjärna av spektralklass A3 Vp (SrCr v. St; K sn) och är en kemiskt ovanlig Ap-stjärna med suffixnotation som visar på mycket starka linjer av strontium och krom i stjärnans spektrum. Den har en massa som är omkring 90 procent större än solens massa, en radie som är omkring dubbelt så stor som solens och utsänder från dess fotosfär ca 67 gånger mera energi än solen vid en effektiv temperatur på ca 8 300 K. Den har ett starkt magnetfält som varierar med stjärnans rotationsperiod.
Xi Phoenicis är en roterande variabel av Alfa2 Canum Venaticorum-typ (ACV). Den varierar mellan skenbar magnitud +5,68 och 5,78 med en period av 3,9516 dygn, vilket är rotationsperioden för stjärnan och är förknippad med förändringar i spektret och magnetfältet.
Följeslagaren Xi Phoenicis B har en skenbar magnitud av 9,95  och befann sig 2007 med en vinkelseparation av 13,06 bågsekunder vid en positionsvinkel på 252,5°, i förhållande till primärstjärnan. Med hänsyn till avståndet till konstellationen motsvarar detta en projicerad separation av 875 AE mellan stjärnorna. Följeslagarens massa uppskattas till 0,81 gånger solen massa.